# Stora Lanjärv
Stora Lanjärv eller Stor Langjärvi är en sjö i Finland. Den ligger i kommunen Kronoby i landskapet Österbotten, i den centrala delen av landet, 400 km norr om huvudstaden Helsingfors. Stora Lanjärv ligger 59 meter över havet. I omgivningarna runt Stora Lanjärv växer i huvudsak blandskog. Arean är 14,7 hektar och strandlinjen är 1,96 kilometer lång. Sjön  ingår i Kronoby å huvudavrinningsområde.  Ön Stockholmen ligger i sjön eller dessa våtmark.